# Псевдоколо
Псевдоко́ло — скінченний топологічний простір, невідмінний від кола з погляду алгебричної топології.

## Побудова
Псевдоколо складається з чотирьох точок {\displaystyle \{a,b,c,d\}} і наділене топологією з такими відкритими множинами:
{\displaystyle \left\{\{a,b,c,d\},\{a,b,c\},\{a,b,d\},\{a,b\},\{a\},\{b\},\varnothing \right\}} .

### Зауваження
- Цю топологію можна визначити через частковий порядок {\displaystyle a<c,\ b<c,\ a<d,\ b<d}, де відкрити набори замкнутих множин.

## Властивості
- З точки зору загальної топології, псевдоколо — патологічний простір, оскільки він не задовольняє жодній з аксіом відокремлюваності, крім {\displaystyle T_{0}}.
- Неперервне відображення {\displaystyle f} із кола {\displaystyle \mathbb {S} ^{1}=\{\,(x,y)\in \mathbb {R} ^{2}\mid x^{2}+y^{2}=1\,\}} у псевдоколо, що визначається як
{\displaystyle f(x,y)={\begin{cases}a\quad x<0\\b\quad x>0\\c\quad (x,y)=(0,1)\\d\quad (x,y)=(0,-1)\end{cases}}},

є слабкою гомотопічною еквівалентністю. Зокрема, {\displaystyle f} індукує ізоморфізми всіх гомотопічних груп, а також ізоморфізм на сингулярних гомологіях і когомологіях і взагалі ізоморфізм для всіх теорій гомологій та когомологій.

## Варіації та узагальнення
- Павло Сергійович Александров показав, що з будь-якого скінченного симпліційного комплексу {\displaystyle K} існує скінченний топологічний простір {\displaystyle X_{K}}, який має той самий слабкий гомотопічний тип, що й геометрична реалізація {\displaystyle |K|}[1].